# Emanuel Borja
Emanuel Borja (Madrid, España, 1944-Roma, julio de 2005) fue un escritor y crítico de arte español. 

## Trayectoria profesional
Trabajó como profesor de arte en el Colegio de los Escolapios de Madrid y en otras instituciones.[¿cuál?] En 1968 entró a formar parte de la redacción de la revista Temas de arquitectura y Urbanismo. Director de la sección de Arte de T.A. donde publica varias nos. monográficos: Ángel Orcajo, Stefan von Reiswitz, Feliciano, Lucio Muñoz, etc.
En 1970 organizó y prologó la primera y segunda muestra de Artes Plásticas con Moreno-Galván y Santiago Armón en Baracaldo. 
Desde 1971 colabora con las revistas ART INTERNACIONAL y Temas de Arquitectura. A partir escribe y colabora asiduamente en Bátik y Arteguía y a partir de 1974 en Gazeta del Arte. Escribe el libro "La obra de Salvador Soria". En 1975 recibe la beca del CINFE “Arte-Idea-Foto”. En 1976 entra a formar parte de la redacción de la revista Gazeta del Arte. Corresponsal de exposiciones internacionales: Venecia, Basilea, Kassel etc. En 1977 escribe el libre “Delimitación de un territorio artístico”: La obra de Lucio Muñoz. En 1978 organiza y prologa la exposición conjunta en Madrid de diez galerías: Polémica”. Entra a formar parte de la redacción de la Revista “Don Pablo”. 
En 1980 realiza una monografía sobre Manolo Millares en la Gazeta del Arte. Escribe sobre Paco Barón. 1981 gran trabajo para una beca sobre el texto “Primordial”. En 1985 publica el texto Francisco Barón, escultor, para la Sala Luzán de Zaragoza. 1994 Publica el texto -3D/0D/+3D para la Sala Luzán de Zaragoza. Colabora con ALBA en clases de español y civilización. Escribe sobre los artistas Guillermo Lledó, Gerardo Aparicio, Juanjo Gómez Molina, Gómez Perales, David Lechuga. Imparte conferencias en el Museo Nacional Centro de Arte Reina Sofía en Madrid. En 1989 se trasladó a Bruselas donde empezó con sus “Diarios/Idearios” (blog eborja). Viajó constantemente para visitar los museos del norte de Europa y del centro de Alemania, sobre el mito de las manos cortadas en la Primera Guerra Mundial.
En 1993 se trasladó a Ginebra (ciudad en la que escribió sobre June Papineau) y en 1997 a Bonn/Berlin (Alemania). En el año 2000, después de haberse recuperado de una grave enfermedad y tras una operación se trasladó a Rabat (Marruecos). Colaboró con el Instituto Cervantes de Rabat impartiendo conferencias y escribió sobre los pintores Meliani y Bellamine etc. Escribió un texto sobre el pintor alemán Hannsjörg Voth para una exposición en Casablanca en la "Villa des Arts", una completa exposición sobre la obra de este artista alemán, organizada por el IVAM de Valencia (VOTH 1973-2003). Otra vez enfermo y tras otra operación en Alemania en 2003, en 2004 se trasladó a Roma donde falleció en julio de 2005.